# Santiago Xanica
Santiago Xanica là một đô thị thuộc bang Oaxaca, México. Năm 2005, dân số của đô thị này là 2829 người.